# 洪川龍氏
洪川龍氏（ホンチョンニョンし、こうせんりゅうし、홍천용씨）は、朝鮮の氏族。本貫は江原道洪川郡。2015年の韓国の調査では、14,483人である。 

## 歴史
始祖の龍得義は、1208年に侍御史、1241年に門下侍中、1271年に統御史となった。後に江原道洪川郡北方面魯日里へ移住し、龍遂寺を建て、仏教伝播に尽力した。

## 集姓村
- 江原特別自治道洪川郡南面詩洞里
- 京畿道坡州市法院邑法院里
- 慶尚北道蔚珍郡蔚珍邑邑内里[3]

## 人物
龍希壽が検校典書を務め、その17世孫の龍雲は文禄・慶長の役後に扈聖原従功臣となった。

## 人口
統計庁の人口調査によると、1985年には2,749世帯11,794人、2000年には3,930世帯12,733人、2015年には14,483人が韓国内に居住している。